# Тиньола, Летиция
Летиция Тиньола (фр. Laëtitia Tignola; 25 августа 1972, Ле-Сабль-д’Олон) — французская дзюдоистка полулёгкой весовой категории, выступала за сборную Франции в середине 1990-х — начале 2000-х годов. Участница летних Олимпийских игр в Сиднее, чемпионка Европы, победительница многих турниров национального и международного значения. Также известна как тренер по дзюдо.

## Биография
Летиция Тиньола родилась 25 августа 1972 года в городе Ле-Сабль-д’Олон департамента Вандея. Активно заниматься дзюдо начала в возрасте шести лет по примеру матери-дзюдоистки, проходила подготовку в клубе единоборств в Мезон-Альфор.
Выступала на юниорском уровне в период 1988—1990 годов, неоднократно попадала в число призёров на различных международных юниорских турнирах. В 1993 году заняла второе место в зачёте полулёгкой весовой категории взрослого французского национального первенства, попала в основной состав французской национальной сборной и дебютировала в Кубке мира, в частности на домашнем этапе в Париже получила серебро. Год спустя уже стала чемпионкой Франции по дзюдо, отметилась бронзовой медалью на этапе Кубка мира в Праге, выиграла международный турнир в Нидерландах, взяла серебро на командном чемпионате Европы в Гааге.
В 1995 году Тиньола одержала победу на международном турнире класса «А» в Будапеште, стала третьей на Кубке мира в Париже, заняла пятое место на европейском первенстве в английском Бирмингеме. В следующем сезоне попала в число призёров на этапах Кубка мира в Москве и Париже, одержала победу на командном чемпионате Европы в Санкт-Петербурге. Ещё через год получила бронзу на командном чемпионате мира в Осаке, выиграла командный чемпионат Европы в Риме, стала бронзовой призёркой этапа Кубка мира в Варшаве.
Сезон 2000 года получился одним из самых успешных в карьере Летиции Тиньолы, в это время она одержала победу на этапе Кубка мира в Риме, стала лучшей в личном зачёте полулёгкого веса на европейском первенстве в польском Вроцлаве и благодаря череде удачных выступлений удостоилась права защищать честь страны на летних Олимпийских играх в Сиднее. На Играх, тем не менее, выступила неудачно, уже на стадии 1/8 финала потерпела поражение от австралийки Ребекки Салливан и лишилась тем самым всяких шансов на попадание в призы.
После сиднейской Олимпиады Тиньола осталась в основном составе дзюдоистской команды Франции и продолжала принимать участие в крупнейших международных турнирах. Так, в 2001 году она отправилась представлять страну на чемпионате Европы в Париже, откуда привезла награду бронзового достоинства. Последний раз показала сколько-нибудь значимые результаты на международной арене в сезоне 2002 года, когда выиграла этап Кубка мира в Роттердаме и командный чемпионат Европы в Мариборе. В 2003 году после неудачного выступления на Суперкубке мира в Москве приняла решение завершить карьеру профессиональной спортсменки, уступив место в сборной молодым французским дзюдоисткам.
В настоящее время работает тренером по дзюдо в городе Брюнуа.